# José Miguel Reyes
José Miguel Reyes Marin (Valencia, Estado Carabobo, Venezuela; 19 de septiembre de 1992) es un futbolista venezolano que juega como delantero y actualmente se encuentra sin equipo.

## Selección nacional

### Sudamericano Sub-17
Participó en el Campeonato Sudamericano Sub-17 de 2007 disputado en Ecuador en dónde la Selección de fútbol de Venezuela estuvo a punto de lograr la primera clasificación a un Mundial, tras finalizar quintos a un punto de Perú quien se quedó con el último boleto. Fue capitán y titular en la zaga central de aquel equipo junto a José Manuel Velásquez.

### Sudamericano Sub-20
Fue convocado para el Campeonato Sudamericano Sub-20 de 2011 por la Selección de fútbol sub-20 de Venezuela. Jugó los 4 partidos de la Fase de grupos anotando un gol contra la Selección de fútbol de Uruguay, pese a eso quedaron eliminados en la primera Fase.

### Selección mayor
Ha disputado 2 partidos con la Selección de fútbol de Venezuela. Frente a la Selección de Argentina en la Derrota 4-1 en 2011 y frente a México en 2012 en una Derrota 3-1.

## Clubes
| Club                 | País      | Año         | PJ  | Goles |
| -------------------- | --------- | ----------- | --- | ----- |
| Zulia                | Venezuela | 2009 - 2010 | 3   | 1     |
| Carabobo             | Venezuela | 2010 - 2011 | 33  | 3     |
| Deportivo Anzoátegui | Venezuela | 2011 - 2012 | 45  | 5     |
| Deportivo Táchira    | Venezuela | 2013 - 2017 | 133 | 39    |
| Deportivo Lara       | Venezuela | 2017 - 2018 | 38  | 4     |
| Deportivo Táchira    | Venezuela | 2018 - 2019 | 41  | 11    |